# 衛穆公
衞穆公（？—前589年），姬姓，名遫，為春秋諸侯國衞國君主之一，衞成公之子，他承襲衞成公擔任該國君主，在位期間為前599年-前589年（在位11年）。